# آرك فيو
أرك فيو (بالإنجليزية: ArcView)‏، برنامج حاسوب لتحرير الخرائط ونظم المعلومات الجغرافية، الموجودة في نظام إدارة قواعد البيانات العلائقية، يملك البرنامج شركة ازري ESRI.